# Gaganec József
Gaganec József, eredeti nevén Jozef Gaganec (1793. március 25. – 1875. december 22.) ruszin származású görögkatolikus pap, 1843-tól haláláig Eperjes püspöke volt.

## Élete
A mai Szlovákia területén fekvő Vyšný Tvarožecben született ruszin családban 1793-ban. 1817. március 8-án szentelték pappá a Mukachevei Ruszin Katolikus Eparchiában. A Szentszék 1843. január 30-án erősítette meg Eperjes püspökeként, és 1843. június 25-én szentelték püspökké. A felszentelést Popovics Vazul munkácsi püspök végezte Aristaces Azarian érsek és Johann Michael püspök segítségével. Gaganec 32 évig vezette egyházmegyéjét, és Eperjesen hunyt el 1875-ben, 82 éves korában.

## Fordítás
- Ez a szócikk részben vagy egészben  a   Jozef Gaganec című angol Wikipédia-szócikk fordításán alapul.  Az eredeti cikk szerkesztőit annak laptörténete sorolja fel. Ez a jelzés csupán a megfogalmazás eredetét és a szerzői jogokat jelzi, nem szolgál a cikkben szereplő információk forrásmegjelöléseként.